# Both Sides Now (album)
Both Sides Now  er Joni Mitchells syttende studiealbum (enogtyvende i alt), som blev udgivet i 2000. Albummet er et konceptalbum, der analyserer det moderne forhold mellem mennesker gennem Mitchells udgaver af klassiske jazzsange suppleret af to af Mitchells egne tidlige sange ("A Case of You" (1971) og "Both Sides, Now" (1969). Sangene er indspillet med tre typer orkestre: et meget stort orkester med 71 musikere, et "almindeligt" stort orkester og et big band, alle dirigeret af Vince Mendoza, der også arrangerede musikken. Albummet modtog to Grammy Awards for henholdsvis bedste traditionelle pop-vokalalbum og for bedste instrumentalarrangement som akkompagnement til vokal(er), givet til Mendoza for titelsangen "Both Sides, Now".
I albummets noter beskriver medproducer Larry Klein albummet som en "programmeret gennemgang, der dokumenterer et forhold mellem to mennesker fra den indledende flirt over optimistisk fuldbyrdelse videre som en metamorfose til desillusion, ironisk desperation sluttende med et filosofisk overblik og sandsynligheden for, at cirklen begynder forfra."
Et begrænset oplag blev udsendt 8. februar 2000 i en særlig chokoladeæske til Valentinsdag med flere indlagte litografier af Mitchells malerier. En ordinær udgave blev udsendt halvanden måned senere, og den findes nu også i en audio-dvd-udgave. 
På en koncertturné i forbindelse med albummets udsendelse sang Joni Mitchell sangene i samme rækkefølge, som de fandtes på albummet. Koncerterne indledtes med en ouverture i form af "Nuages", førstesatsen fra orkestersuiten Nocturnes af Claude Debussy. Musikken angiver en romantisk stemning, som passede godt til koncerten i øvrigt, men derudover kan valget også være Mitchells henvisning til albummet, hvorpå "Both Sides, Now" først blev udsendt, Clouds, idet 'nuages' netop betyder 'skyer'/'clouds'.
Albummet ses i en scene i filmen Love Actually fra 2003, hvori albummets titelnummer også bliver spillet.

## Numre[2]
| Nr. | Titel                         | Længde | Skrevet af                                    |
| --- | ----------------------------- | ------ | --------------------------------------------- |
| 1   | "You're My Thrill"            | 3:52   | Sidney Clare, Jay Gorney                      |
| 2   | "At Last"                     | 4:28   | Mack Gordon, Harry Warren                     |
| 3   | "Comes Love"                  | 4:29   | Lew Brown, Sam H. Stept, Charles Tobias       |
| 4   | "You've Changed"              | 5:00   | Bill Carey, Carl Fischer                      |
| 5   | "Answer Me, My Love"          | 3:23   | Fred Rauch, Carl Sigman, Gerhard Winkler      |
| 6   | "A Case of You"               | 5:52   | Joni Mitchell                                 |
| 7   | "Don't Go to Strangers"       | 4:10   | Redd Evans, Arthur Kent, David Mann           |
| 8   | "Sometimes I'm Happy"         | 3:58   | Irving Caesar, Clifford Grey, Vincent Youmans |
| 9   | "Don't Worry 'Bout Me"        | 3:49   | Rube Bloom, Ted Koehler                       |
| 10  | "Stormy Weather"              | 3:07   | Harold Arlen, Ted Koehler                     |
| 11  | "I Wish I Were in Love Again" | 3:36   | Lorenz Hart, Richard Rodgers                  |
| 12  | "Both Sides, Now"             | 5:45   | Joni Mitchell                                 |

## Musikere[1]
- Joni Mitchell — vokaler
- Mark Isham — trompet, solo
- John Anderson — obo
- Julie Andrews — basun
- Nick Bucknall — klarinet
- Stan Sulzmann — klarinet, fløjte
- Philip Todd — klarinet, fløjte og altfløjte
- Jamie Talbot — klarinet, fløjte, altfløjte og altsaxofon
- Andrew Findon — fløjte
- Dave Arch — piano
- Vaughan Armon — violin
- Kate Wilkinson — viola
- Dave Daniels — cello
- Philip Eastop — valdhorn
- John Barclay — trompet
- Pete Beachill — basun
- Wayne Shorter — sopran- og tenorsaxofon
- Owen Slade — tuba
- Richard Henry — kontrabasbasun
- Peter Erskine — trommer
- Chris Laurence — kontrabas
- Frank Ricotti — percussion
- Herbie Hancock — piano
- Skaila Kanga — harpe

## Cover
På  albummets forside, der er malet af Joni Mitchell, ser man hende hænge ved en bardisk set fra bartenderens synspunkt. Foran sig har hun et glas rødvin, og i højre hånd har hun en tændt cigaret, holdt op ved siden af hovedet, idet albuen støtter (tungt) på baren. Hun er iført grønne gevandter, og hun ser nedtrykt ud. Baggrunden er blålig-brun som i et røgfyldt værtshus.